# Udo Oberem
Udo Oberem (* 11. Dezember 1923 in Bocholt; † 24. November 1986 in Bonn) war ein deutscher Ethnologe und Altamerikanist.

## Leben
Oberem wurde in Westfalen als Sohn von Elisabeth Oberem, geborene Kucks, und des Kaufmanns Paul Oberem geboren. Er besuchte die Oberschule in Bochum, machte 1942 dort sein Abitur und studierte von 1946 bis 1951 Völkerkunde, Vorgeschichte, Geschichte, Vergleichende Religionswissenschaften und Geographie in Bonn und Köln. Darüber hinaus nahm er 1950 eine Stelle als  studentische Hilfskraft am Seminar für Völkerkunde in Bonn an. Hermann Trimborn gehörte zu seinen Lehrern.
Oberem schloss sein Studium 1951 ab, wurde promoviert und ging nach Madrid, um Geschichte Lateinamerikas zu studieren. Er war katholisch und ab 1951 mit Elisabeth Oberem, geborene Geuting, verheiratet (aus der Ehe stammen die Söhne Udo und Peter). Von 1951 bis 1965 war er Assistent an der Universität Bonn. Zwischen 1954 und 1956 forschte er in Ecuador vor Ort. Nach seiner Rückkehr nach Deutschland nahm Oberem 1957 eine Assistenzstelle am Seminar für Völkerkunde in Bonn an, habilitierte sich und begann 1963 als Dozent mit der Vorlesung. 1969 wurde er in Bonn außerplanmäßiger Professor, ab 1970 Wissenschaftlicher Rat und Professor.

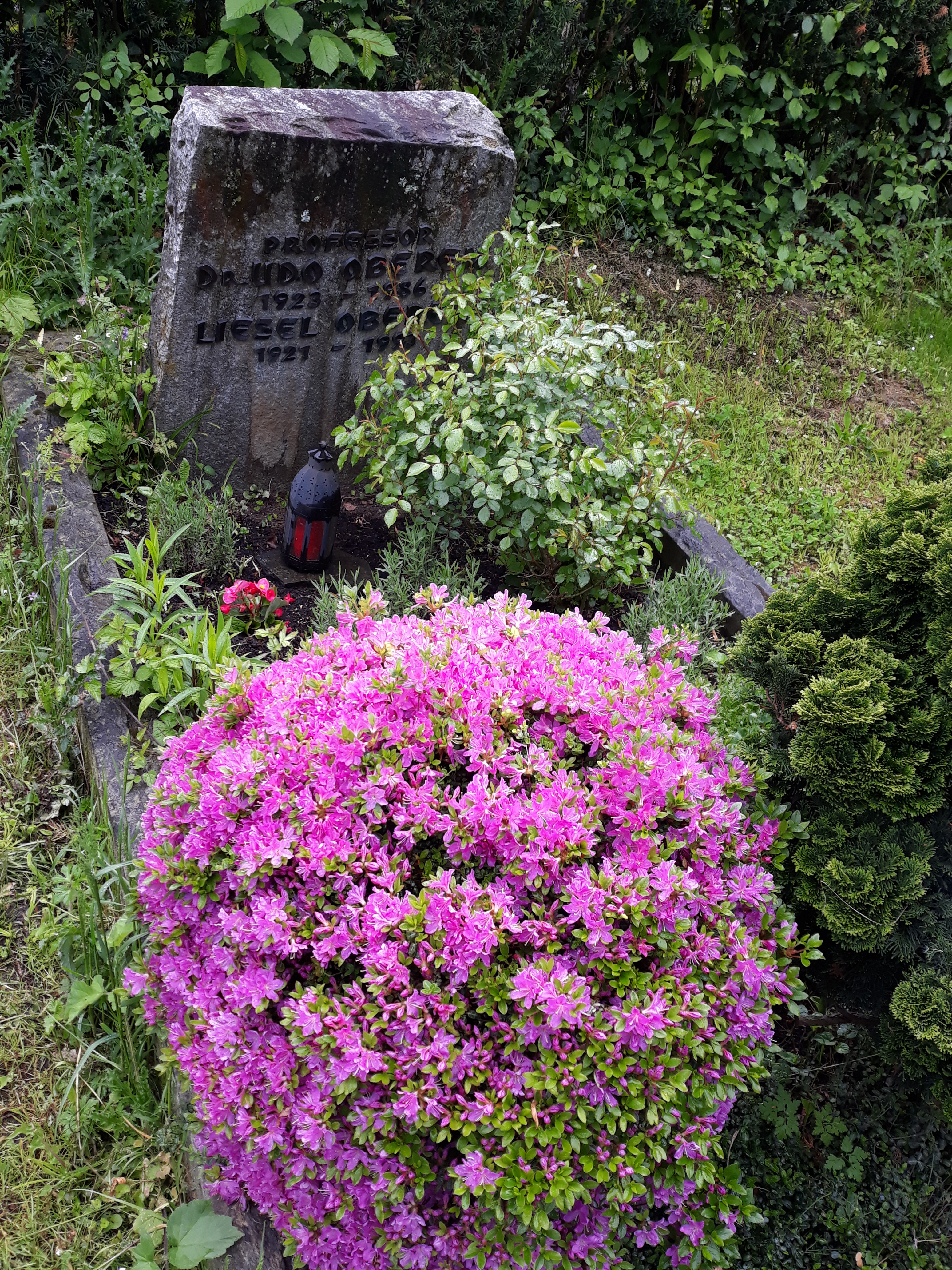
Das Grab von Udo Oberem und seiner Ehefrau Liesel auf dem Burgfriedhof Bad Godesberg in Bonn

Oberem leitete von 1963 bis 1965 ein archäologisches Forschungsprojekt (eine deutsch-ecuaorianische Arbeitsgruppe) und gründete 1971 die Publikationsreihe Bonner amerikanistische Studien. Im selben Jahr wurde er korrespondierendes Mitglied der Academia Nacional de Historia del Ecuador. Ein Jahr später, 1972, übernahm er eine ordentliche Professur für Völkerkunde an der Universität Bonn und wurde Direktor des Seminars für Völkerkunde. Seit 1980 war Oberem auch ordentliches Mitglied des Deutschen Archäologischen Instituts und ab 1983 Official de la Orden Nacional al Mérito (Ecuador).

## Schriften (Auswahl)
- als Herausgeber mit Georg Eckert: Hermann Trimborn zum 60. Geburtstag von seinen Schülern gewidmet. Braunschweig 1961, OCLC 912680120.
- Los quijos. Historia de la transculturación de un grupo indígena en el Oriente ecuatoriano 1538–1956. Madrid 1971, OCLC 948246350.
- Notas y documentos sobre miembros de la familia del Inca Atahualpa en el siglo XVI. Quito 1976, OCLC 253206348.
- als Herausgeber: Estudios sobre la arqueología del Ecuador. Bonn 1976, OCLC 571036401.